# Vaughanella concinna
Vaughanella concinna är en korallart som beskrevs av Gravier 1915. Vaughanella concinna ingår i släktet Vaughanella och familjen Caryophylliidae. Inga underarter finns listade i Catalogue of Life.